# Puget-Ville
Puget-Ville is een gemeente in het Franse departement Var (regio Provence-Alpes-Côte d'Azur) en telt 3080 inwoners (1999). De plaats maakt deel uit van het arrondissement Toulon.

## Geografie
De oppervlakte van Puget-Ville bedraagt 37,0 km², de bevolkingsdichtheid is 83,2 inwoners per km².

## Verkeer en vervoer
In de gemeente ligt spoorwegstation Puget-Ville.
De onderstaande kaart toont de ligging van Puget-Ville met de belangrijkste infrastructuur en aangrenzende gemeenten.

## Demografie
Onderstaande figuur toont het verloop van het inwonertal (bron: INSEE-tellingen).